# Wildwasserrennsport-Weltmeisterschaften 2008
Die 26. Kanu-Wildwasserrennsport-Weltmeisterschaften fanden vom 5. Juni bis 8. Juni 2008 im italienischen Ivrea auf dem Dora Baltea statt. Es wurden zum ersten Mal Mannschaftswettbewerbe im Sprint ausgetragen.
Aufgrund von Hochwasser während und vor den Wettkämpfen konnte der Zeitplan nicht, wie geplant, eingehalten werden. Außerdem mussten die Classicwettkämpfe auf einer Alternativstrecke durchgeführt werden.

## Nationenwertung Gesamt
| Platz  | Land                   | Gold | Silber | Bronze | Gesamt |
| ------ | ---------------------- | ---- | ------ | ------ | ------ |
| 1      | Frankreich             | 6    | 3      | 5      | 14     |
| 2      | Deutschland            | 2    | 5      | 4      | 11     |
| 3      | Slowenien              | 2    | 1      | –      | 3      |
| 4      | Italien                | 2    | –      | 1      | 3      |
| 5      | Tschechien             | 1    | 5      | 3      | 9      |
| 6      | Slowakei               | 1    | –      | 2      | 3      |
| 7      | Kroatien               | 1    | –      | –      | 1      |
|        | Schweiz                | 1    | –      | –      | 1      |
| 9      | Österreich             | –    | 1      | 1      | 2      |
| 10     | Vereinigtes Königreich | –    | 1      | –      | 1      |
| Gesamt | Gesamt                 | 16   | 16     | 16     | 48     |

Im Einzelnen wurden folgende Ergebnisse erzielt.

## Classic
Die Classic-Wettbewerbe fanden am 8./9. und 12. Juni statt.

### Nationenwertung Classic
| Platz  | Land        | Gold | Silber | Bronze | Gesamt |
| ------ | ----------- | ---- | ------ | ------ | ------ |
| 1      | Deutschland | 2    | 5      | 1      | 8      |
| 2      | Frankreich  | 2    | 1      | 4      | 7      |
| 3      | Tschechien  | 1    | 2      | 1      | 4      |
| 4      | Kroatien    | 1    | –      | –      | 1      |
|        | Italien     | 1    | –      | –      | 1      |
|        | Schweiz     | 1    | –      | –      | 1      |
| 7      | Österreich  | –    | –      | 1      | 1      |
|        | Slowakei    | –    | –      | 1      | 1      |
| Gesamt | Gesamt      | 8    | 8      | 8      | 24     |

## Einzelwettbewerbe

### Einer-Kajak Männer
| Platz | Sportler                    | Land        | Zeit          |
| ----- | --------------------------- | ----------- | ------------- |
| 1     | Maximilian Benassi          | Italien     | 17:00,54 Min. |
| 2     | Stephan Stiefenhöfer (Köln) | Deutschland | 17:09,18 Min. |
| 3     | Gerhard Schmid              | Österreich  | 17:10,81 Min. |
| 4     | Tobias Bong (Köln)          | Deutschland | 17:12,45 Min. |
| –     | –                           | –           | –             |
| 9     | Sebastian Verhoef (Köln)    | Deutschland | 17:18,28 Min. |
| 15    | Benjamin Theek (Bonn)       | Deutschland | 17:32,35 Min. |

### Einer-Kajak Frauen
| Platz | Sportler                    | Land        | Zeit          |
| ----- | --------------------------- | ----------- | ------------- |
| 1     | Sabine Eichenberger         | Schweiz     | 18:29,67 Min. |
| 2     | Kateřina Vacíková           | Tschechien  | 18:34,70 Min. |
| 3     | Manuela Stöberl (Rosenheim) | Deutschland | 18:36,01 Min. |
| –     | –                           | –           | –             |
| 5     | Sabine Füßer (Siegburg)     | Deutschland | 18:41,16 Min. |
| 7     | Silke Kassner (Köln)        | Deutschland | 18:45,18 Min. |
| 14    | Birgit Bach (Niederkassel)  | Deutschland | 19:09,68      |

### Einer-Canadier Männer
| Platz | Sportler                   | Land        | Zeit          |
| ----- | -------------------------- | ----------- | ------------- |
| 1     | Emil Milihram              | Kroatien    | 18:54,59 Min. |
| 2     | Normen Weber (Brühl)       | Deutschland | 19:06,38 Min. |
| 3     | Guillaume Alzingre         | Frankreich  | 19:12,15 Min. |
| –     | –                          | –           | –             |
| 5     | Julian Rohn (Braunschweig) | Deutschland | 19:25,89 Min. |
| 6     | Dominik Pesch (Brühl)      | Deutschland | 19:29,32 Min. |
| 7     | Martin Ulrich (Siegburg)   | Deutschland | 19:31,03 Min. |

### Zweier-Canadier Männer
| Platz | Sportler                                     | Land        | Zeit           |
| ----- | -------------------------------------------- | ----------- | -------------- |
| 1     | Ulrich Andrée / Patrick Driesch (Düsseldorf) | Deutschland | 18:51,05 Min.  |
| 2     | Olivier Pourteyron / Pascal Reyes            | Frankreich  | 18:56,64 Min.  |
| 3     | Cyral Leblond / Stephane Santamaria          | Frankreich  | 19:01,68 Min.  |
| 4     | Maik Schmitz / Niels Knippling (Siegburg)    | Deutschland | 18:46,104 Min. |
| –     | –                                            | –           | –              |
| 7     | Tobias Trzoska / Jannik Göbel (Bonn)         | Deutschland | 19:10,60 Min.  |

### Nationenwertung Classic-Einzel
| Platz  | Land        | Gold | Silber | Bronze | Gesamt |
| ------ | ----------- | ---- | ------ | ------ | ------ |
| 1      | Deutschland | 1    | 2      | 1      | 4      |
| 2      | Kroatien    | 1    | –      | –      | 1      |
|        | Italien     | 1    | –      | –      | 1      |
|        | Schweiz     | 1    | –      | –      | 1      |
| 5      | Frankreich  | –    | 1      | 2      | 3      |
| 6      | Tschechien  | –    | 1      | –      | 1      |
| 7      | Österreich  | –    | –      | 1      | 1      |
| Gesamt | Gesamt      | 4    | 4      | 4      | 12     |

## Teamwettbewerbe

### Kajak-Einer Männer
| Platz | Land        | Sportler                                               | Zeit          |
| ----- | ----------- | ------------------------------------------------------ | ------------- |
| 1     | Tschechien  | Kamil Mruzek / Ales Marek / Tomáš Slovák               | 17:13,87 Min. |
| 2     | Deutschland | Stephan Stiefenhöfer / Tobias Bong / Sebastian Verhoef | 17:14,61 Min. |
| 3     | Frankreich  | Rudy Gerard / Ronan Tastard / Morgan Joncour           | 17:22,51 Min. |

### Kajak-Einer Frauen
| Platz | Land        | Sportler                                               | Zeit          |
| ----- | ----------- | ------------------------------------------------------ | ------------- |
| 1     | Frankreich  | Nathalie Gastineau / Laetitia Parage / Helgard Marzolf | 18:54,23 Min. |
| 2     | Deutschland | Manuela Stöberl / Sabine Füßer / Silke Kassner         | 18:54,36 Min. |
| 3     | Tschechien  | Kateřina Vacíková / Petra Slovakova / Anna Zasterova   | 19:13,37 Min. |

### Einer-Canadier Männer
| Platz | Land        | Sportler                                               | Zeit          |
| ----- | ----------- | ------------------------------------------------------ | ------------- |
| 1     | Deutschland | Normen Weber / Julian Rohn / Dominik Pesch             | 19:08,14 Min. |
| 2     | Tschechien  | Marek Rygel / Lukas Uncajtik / Ondřej Rolenc           | 19:33,62 Min. |
| 3     | Frankreich  | Guillaume Alzingre / Yann Claudepierre / Adrien Guegan | 19:52,62 Min. |

### Zweier-Canadier Männer
| Platz | Land        | Sportler                                                                                              | Zeit          |
| ----- | ----------- | --- | ------------- |
| 1     | Frankreich  | Cyril Leblond/Stephane Santamaria / Olivier Pourteyron/Pascal Reyes / Thomas Peltriaux/Theodore Heitz | 18:57,69 Min. |
| 2     | Deutschland | Uli Andrée/Patrick Driesch / Maik Schmitz/Nils Knippling / Tobias Trzoska/Jannik Göbel                | 19:01,77 Min. |
| 3     | Slowakei    | Jan Sutek/Stefan Grega / Jaroslav Slucic/Vladimir Vala / Matus Kunhart/Peter Soska                    | 19:23,85 Min. |

### Nationenwertung Classic-Mannschaft
| Platz  | Land        | Gold | Silber | Bronze | Gesamt |
| ------ | ----------- | ---- | ------ | ------ | ------ |
| 1      | Frankreich  | 2    | –      | 2      | 4      |
| 2      | Deutschland | 1    | 3      | –      | 4      |
| 3      | Tschechien  | 1    | 1      | 1      | 3      |
| 4      | Slowakei    | –    | –      | 1      | 1      |
| Gesamt | Gesamt      | 4    | 4      | 4      | 12     |

## Sprint

### Nationenwertung Sprint
| Platz  | Land                   | Gold | Silber | Bronze | Gesamt |
| ------ | ---------------------- | ---- | ------ | ------ | ------ |
| 1      | Frankreich             | 4    | 2      | 1      | 7      |
| 2      | Slowenien              | 2    | 1      | –      | 3      |
| 3      | Italien                | 1    | –      | 1      | 2      |
|        | Slowakei               | 1    | –      | 1      | 2      |
| 5      | Tschechien             | –    | 3      | 2      | 5      |
| 6      | Österreich             | –    | 1      | –      | 1      |
|        | Vereinigtes Königreich | –    | 1      | –      | 1      |
| 8      | Deutschland            | –    | –      | 3      | 3      |
| Gesamt | Gesamt                 | 8    | 8      | 8      | 24     |

## Einzelwettbewerbe

### Einer-Kajak Männer
| Platz | Land                     | Sportler    | Zeit         |
| ----- | ------------------------ | ----------- | ------------ |
| 1     | Lovro Leban              | Slowenien   | 2:03,28 Min. |
| 2     | Rudy Gerard              | Frankreich  | 2:03,40 Min. |
| 3     | Tomáš Slovák             | Tschechien  | 2:03,99 Min. |
| 4     | Niels Verhoef (Köln)     | Deutschland | 2:04,03 Min. |
| –     | –                        | –           | –            |
| 10    | Sebastian Verhoef (Köln) | Deutschland | 2:05,15 Min. |
| 19    | Tobias Bong (Köln)       | Deutschland | 2:08,93 Min. |
| 34    | Benjamin Theek (Bonn)    | Deutschland | 2:19,59 Min. |

### Einer-Kajak Frauen
| Platz | Land                        | Sportler    | Zeit         |
| ----- | --------------------------- | ----------- | ------------ |
| 1     | Nathalie Gastineau          | Frankreich  | 2:13,71 Min. |
| 2     | Petra Slovakova             | Tschechien  | 2:15,17 Min. |
| 3     | Sabine Füßer (Siegburg)     | Deutschland | 2:17,62 Min. |
| –     | –                           | –           | –            |
| 12    | Manuela Stöberl (Rosenheim) | Deutschland | 2:29,44 Min. |
| 17    | Silke Kassner (Köln)        | Deutschland | 2:40,43 Min. |
| 20    | Birgit Bach (Niederkassel)  | Deutschland | 3:08,59 Min. |

### Einer-Canadier Männer
| Platz | Land           | Sportler    | Zeit         |
| ----- | -------------- | ----------- | ------------ |
| 1     | Vladi Panato   | Italien     | 2:11,06 Min. |
| 2     | Jost Zakrajsek | Slowenien   | 2:13,71 Min. |
| 3     | Jan Šťastný    | Tschechien  | 2:14,37 Min. |
| –     | –              | –           | –            |
| 7     | Normen Weber   | Deutschland | 2:16,21 Min. |
| 12    | Dominik Pesch  | Deutschland | 2:27,39 Min. |
| 21    | Julian Rohn    | Deutschland | 2:53,61 Min. |

### Zweier-Canadier Männer
| Platz | Land                                | Sportler    | Zeit         |
| ----- | ----------------------------------- | ----------- | ------------ |
| 1     | Matus Kunhart / Peter Soska         | Slowakei    | 2:07,26 Min. |
| 2     | Michael Didier / Frederic Momot     | Frankreich  | 2:07,88 Min. |
| 3     | Cyril Leblond / Stephane Santamaria | Frankreich  | 2:08,91 Min. |
| –     | –                                   | –           | –            |
| 8     | Maik Schmitz / Niels Knippling      | Deutschland | 2:16,41 Min. |
| 9     | Tobias Trzoska / Jannik Göbel       | Deutschland | 2:18,15 Min. |

### Nationenwertung Sprint-Einzel
| Platz  | Land        | Gold | Silber | Bronze | Gesamt |
| ------ | ----------- | ---- | ------ | ------ | ------ |
| 1      | Frankreich  | 1    | 2      | 1      | 4      |
| 2      | Slowenien   | 1    | 1      | –      | 2      |
| 3      | Italien     | 1    | –      | –      | 1      |
|        | Slowakei    | 1    | –      | –      | 1      |
| 5      | Tschechien  | –    | 1      | 2      | 3      |
| 6      | Deutschland | –    | –      | 1      | 1      |
| Gesamt | Gesamt      | 4    | 4      | 4      | 12     |

## Teamwettbewerbe

### Einer-Kajak Männer
| Platz | Land        | Sportler                                           | Zeit    |
| ----- | ----------- | -------------------------------------------------- | ------- |
| 1     | Slowenien   | Nejc Žnidarčič / Jerneej Korenjak / Lovro Leban    | 2:11,04 |
| 2     | Österreich  | Manuel Filzwieser / Harald Hudetz / Gerhard Schmid | 2:16,26 |
| 3     | Italien     | Maximilian Benassi / Jaka Jazbek / Mariano Bifano  | 2:17,71 |
| 4     | Deutschland | Tobias Bong / Sebastian Verhoef / Niels Verhoef    | 2:18,06 |

### Einer-Kajak Frauen
| Platz | Land                   | Sportler                                              | Zeit    |
| ----- | ---------------------- | ----------------------------------------------------- | ------- |
| 1     | Frankreich             | Nathalie Gastineau / Latitia Parage / Helgard Marzolf | 2:31,70 |
| 2     | Vereinigtes Königreich | Jessica Oughton / Sandra Hyslop / Radka Felingerova   | 2:38,23 |
| 3     | Deutschland            | Sabine Füßer / Manuela Stöberl / Silke Kassner        | 2:44,71 |

### Einer-Canadier Männer
| Platz | Land        | Sportler                                              | Zeit    |
| ----- | ----------- | ----------------------------------------------------- | ------- |
| 1     | Frankreich  | Guillaume Alzingre / Marc Brodiez / Yann Claudepierre | 2:38,01 |
| 2     | Tschechien  | Jan Šťastný / Lukas Uncajtik / Marek Rygel            | 2:39,52 |
| 3     | Deutschland | Normen Weber / Dominik Pesch / Julian Rohn            | 2:39,80 |

### Zweier-Canadier Männer
| Platz | Land        | Sportler                                                                                            | Zeit         |
| ----- | ----------- | --------------------------------------------------------------------------------------------------- | ------------ |
| 1     | Frankreich  | Cyril Leblond/Stephane Santamaria / Thomas Peltriaux/Theodore Heitz / Michael Didier/Frederic Momot | 2:17,85 Min. |
| 2     | Tschechien  | Jan Neset/David Lisicky / Jan Riha/Marek Salek / Jan Pischek/Ondrej Pinkava                         | 2:22,98      |
| 3     | Slowakei    | Jan Sutek/Stefan Grega / Matus Kunhart/Peter Soska / Vladimir Vala/Jaroslav Slucik                  | 2:29,95      |
| 4     | Deutschland | Uli Andrée/Patrick Driesch / Tobias Trzoska/Jannik Göbel / Maik Schmitz/Nils Knippling              | 2:37,27      |

### Nationenwertung Sprint-Mannschaft
| Platz  | Land                   | Gold | Silber | Bronze | Gesamt |
| ------ | ---------------------- | ---- | ------ | ------ | ------ |
| 1      | Frankreich             | 3    | –      | –      | 3      |
| 2      | Slowenien              | 1    | –      | –      | 1      |
| 3      | Tschechien             | –    | 2      | –      | 2      |
| 4      | Österreich             | –    | 1      | –      | 1      |
|        | Vereinigtes Königreich | –    | 1      | –      | 1      |
| 6      | Deutschland            | –    | –      | 2      | 2      |
| 7      | Italien                | –    | –      | 1      | 1      |
|        | Slowakei               | –    | –      | 1      | 1      |
| Gesamt | Gesamt                 | 4    | 4      | 4      | 12     |